# Podgatunki hip-hopu
Muzyka hip-hop – podzielona jest na liczne podgatunki i style, które z biegiem czasu wyewoluowały pod wpływem innych gatunków muzycznych, takich jak rock, jazz, czy pop. Obecnie wyróżnić można w hip-hopie następujące podgatunki:

## Podgatunki
- Acid rap
- Alternatywny hip-hop
- Breakbeat
- Boom bap
- Bounce
- Braggadocio
- Chap hop
- Emo hip-hop
- Hip-hop chrześcijański
- Hip-hop komediowy
- Świadomy hip-hop
- Contemporary R&B
- Country-rap
- Crunk
- Dirty rap and Pornocore
- Electro
- Electro-hop
- Freestyle rap
- Funk carioca
- G-Funk
- G-Punk
- Gangsta rap
- Ghettotech
- Grime
- Hardcore rap
- Hardcore psycho rap
- Hip hop soul
- Hip house
- Homo hop
- Horrorcore
- Hyphy
- Instrumental hip hop
- Jazz-hop
- Mafioso rap
- Merenhouse
- Miami bass
- Necro Rap
- Neo soul
- Nerdcore hip hop
- New jack swing
- Oldschool
- Pop-rap
- Polityczny hip-hop
- Phonk
- Rap metal
- Rap rock
- Rapcore
- Rave-rap
- Rip-Hop
- Swing hip hop
- Snap music
- Trap
- Trip-hop
- Trueschool
- Turntablism
- Mumble rap

## Style amerykańskie
Pomimo iż ojczyzną hip-hopu jest wschodnie wybrzeże USA, gatunek szybko rozprzestrzenił się na inne części kraju i świata. Obecnie scena amerykańska dzieli się na następujące style hip-hopowe:

### Midwest (USA)
- Midwest hip hop
  - Chicago hip hop
    - Ghetto house
    - Ghettotech

  - Twin Cities hip hop

### Wschód (USA)
- Brick City club
- Baltimore Club
- New Jersey hip hop

### Południe (USA)
- Atlanta hip hop
- Houston hip hop
- Chopped and screwed
- Crunk
- Miami bass
- New Orleans hip hop
- Snap music

### Zachód (USA)
- Gangsta rap
- G-Funk
- Chicano Rap
- Hyphy
- Mobb Music
- Native American hip hop